# Langdon Place
Langdon Place es una ciudad ubicada en el condado de Jefferson en el estado estadounidense de Kentucky. En el Censo de 2010 tenía una población de 936 habitantes y una densidad poblacional de 1.964,08 personas por km².

## Geografía
Langdon Place se encuentra ubicada en las coordenadas 38°17′15″N 85°35′6″O / 38.28750, -85.58500. Según la Oficina del Censo de los Estados Unidos, Langdon Place tiene una superficie total de 0.48 km², de la cual 0.48 km² corresponden a tierra firme y (0%) 0 km² es agua.

## Demografía
Según el censo de 2010, había 936 personas residiendo en Langdon Place. La densidad de población era de 1.964,08 hab./km². De los 936 habitantes, Langdon Place estaba compuesto por el 79.38% blancos, el 11.11% eran afroamericanos, el 0.53% eran amerindios, el 5.45% eran asiáticos, el 0% eran isleños del Pacífico, el 1.28% eran de otras razas y el 2.24% pertenecían a dos o más razas. Del total de la población el 4.91% eran hispanos o latinos de cualquier raza.